# Martinho Ndafa Kabi
Martinho Ndafa Kabi (ur. 17 września 1957 w Nhacra, Region Oio) – polityk, premier Gwinei Bissau od 9 kwietnia 2007 do 5 sierpnia 2008.

## Życiorys
Jest członkiem Afrykańskiej Partii Niepodległości Gwinei i Wysp Zielonego Przylądka (PAIGC). W gabinecie premiera Carlosa Gomesa Juniora od maja 2004 do kwietnia 2005 zajmował stanowisko ministra energii i zasobów naturalnych. Następnie od kwietnia 2005 do listopada 2005 był ministrem obrony.
W marcu 2007 po otrzymaniu przez gabinet premiera Aristidesa Gomesa wotum nieufności, kandydatura Kabiego na fotel szefa rządu została zgłoszona przez koalicję, złożoną z partii PAIGC, Partii Odnowy Społecznej i Zjednoczonej Partii Socjaldemokratycznej. 9 kwietnia 2007 prezydent João Bernardo Vieira mianował Kabiego nowym szefem rządu.
W lipcu 2008 partia PAIGC, kontrolująca 45 miejsc w 100-osobowym parlamencie, wycofała się z koalicji rządowej. W rezultacie 5 sierpnia 2008 prezydent Vieira rozwiązał parlament, co spowodowało natychmiastową dymisję rządu Ndafy Kabiego.